# Selaginella grallipes
Selaginella grallipes är en mosslummerväxtart som beskrevs av Arthur Hugh Garfit Alston. Selaginella grallipes ingår i släktet mosslumrar, och familjen mosslummerväxter. Inga underarter finns listade i Catalogue of Life.